# St. Michael (Etwashausen)

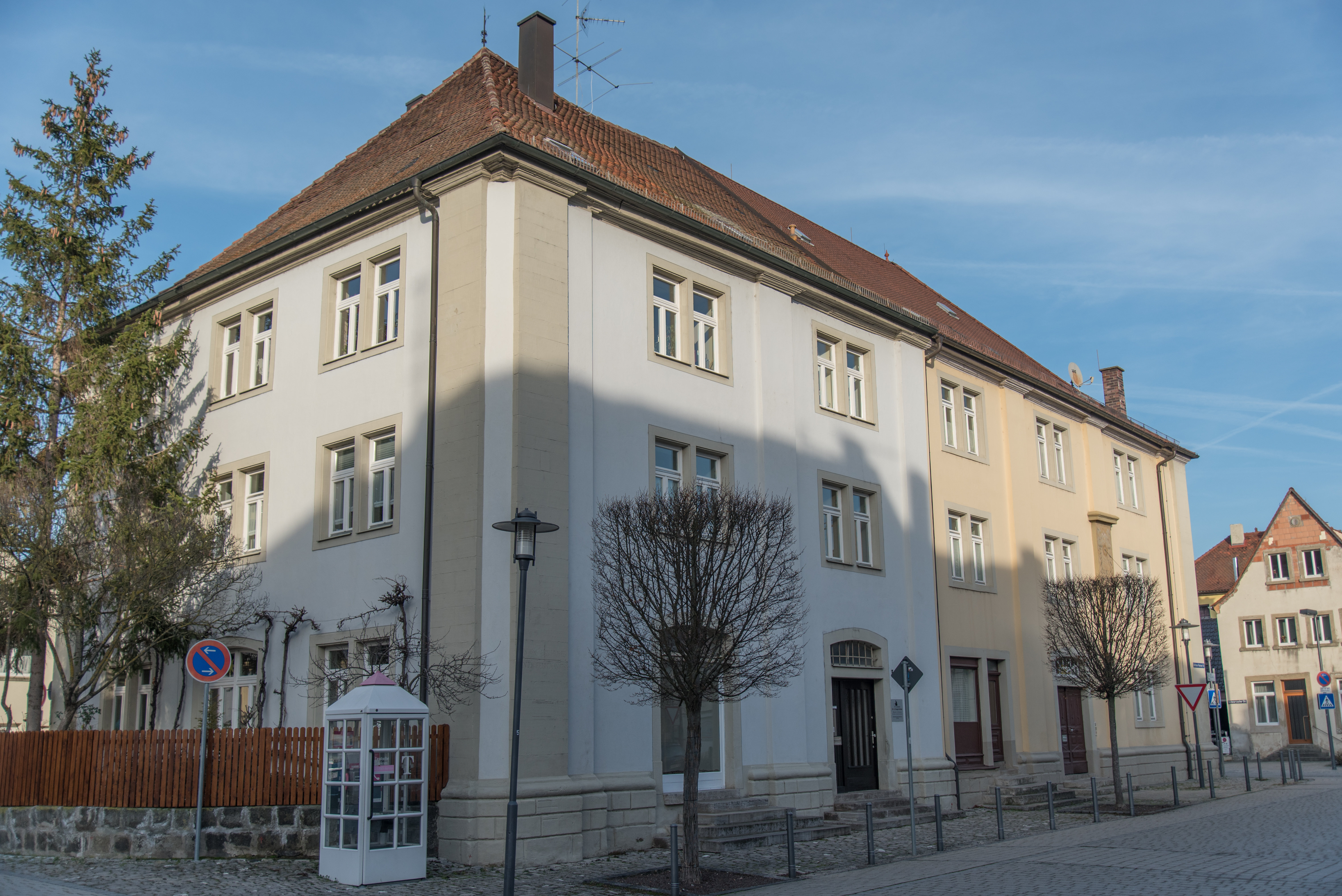
Die ehemalige Michaelskirche in Kitzingen-Etwashausen

Die Kirche St. Michael (vor 1754 bestand am nahezu gleichen Standort die Liebfrauenkirche) ist ein ehemaliges evangelisch-lutherisches Kirchengebäude im Kitzinger Stadtteil Etwashausen in Unterfranken. Die Kirche befand sich in unmittelbarer Nachbarschaft zur Kreuzkapelle Balthasar Neumanns und wurde ebenfalls von diesem erbaut. Überreste der Bausubstanz der 1817 profanierten Kirche sind heute an den Nachfolgebauten in der Balthasar-Neumann-Straße 3, 5 zu finden.

## Geschichte
Die Geschichte der Michaelskirche in Etwashausen ist eng mit der Konfessionsgeschichte Kitzingens verbunden. Etwashausen bildete in Mittelalter und Früher Neuzeit eine Art Vorstadt für die Weinhandelsstadt Kitzingen und teilte als solche die historischen Ereignisse der Nachbarstadt. Im 16. Jahrhundert wurde das ursprünglich in der Hand der Würzburger Fürstbischöfe befindliche Kitzingen (mit Etwashausen) an die Markgrafen von Brandenburg-Ansbach verpfändet. Die Markgrafen führten die lutherische Konfession in ihrem Herrschaftsbereich ein.
Damit wurde die spätgotische Pfarrkirche Unserer Lieben Frau in Etwashausen zu einem lutherischen Gotteshaus umgewidmet. Einhundert Jahre lang herrschten Lutheraner über Kitzingen. 1629 gelang es den Würzburger Fürstbischöfen, das Pfand zurückzuzahlen und Kitzingen wieder zu einem Teil ihres Hochstifts zu machen. Nach dem Dreißigjährigen Krieg war aber allen Beteiligten klar, dass Kitzingen fortan eine geteilte Stadt zwischen Katholiken und Lutheranern bleiben würde.
Die lutherischen Kirchen der Stadt wurden in Simultankirchen umgewandelt, die für beide Konfessionen offenstanden. Erst 1740 erhielten die Protestanten die Erlaubnis, eine eigene Kirche zu erbauen. Die Erlaubnis hierzu erteilte ihnen der Würzburger Fürstbischof Friedrich Karl von Schönborn-Buchheim. Gleichzeitig entstand, in unmittelbarer Nähe zur neuen Kirche, zwischen 1741 und 1745 die weitaus prächtigere Kreuzkapelle von Balthasar Neumann, die das kleinere protestantische Gotteshaus überragte.
1754 wurde die Michaelskirche eingeweiht. Balthasar Neumann hatte auch hier als Architekt gearbeitet. Die alte Liebfrauenkirche wurde erweitert und zur Stadtseite hin mit einem Fassadenturm ausgestattet. Beide Kirchtürme prägten lange Zeit die Silhouette von Etwashausen. Friedrich Karl von Schönborn hatte den Bau durch einen Zuschuss ermöglicht und stellte sich in den folgenden Jahren auch nicht gegen die Ausübung der evangelisch-lutherischen Konfession.
Die Kirche verlor ihre Bedeutung als Gebetsort für die Lutheraner erst im Zuge der Säkularisation. Das ehemalige Ursulinenkloster in der Innenstadt wurde von den Behörden aufgelassen. Damit stand eine Nachnutzung der großen Petrinikirche im Raum. Die Michaelskirche wurde 1817 profaniert und zwei Jahre später an Privatleute verkauft.
Zunächst erwarb sie der Weinhändler Carl Friedrich Hornschuch. 1821 gelangten zwei Bauern aus Buchbrunn an ihren Besitz. In rascher Folge wechselten nun die Besitzer der ehemaligen Michaelskirche.
Ihr Turm wurde im 19. Jahrhundert abgetragen. Um Wohnraum zu schaffen, zog man im Langhaus Zwischendecken ein. In der zweiten Hälfte des 20. Jahrhunderts wurde der Chor im Osten der Anlage abgebrochen, um die Straße für den Durchgangsverkehr zu erweitern. Der Nachfolgebau in der Balthasar-Neumann-Straße 3,5 wird heute vom Bayerischen Landesamt für Denkmalpflege als Baudenkmal eingeordnet.

## Beschreibung

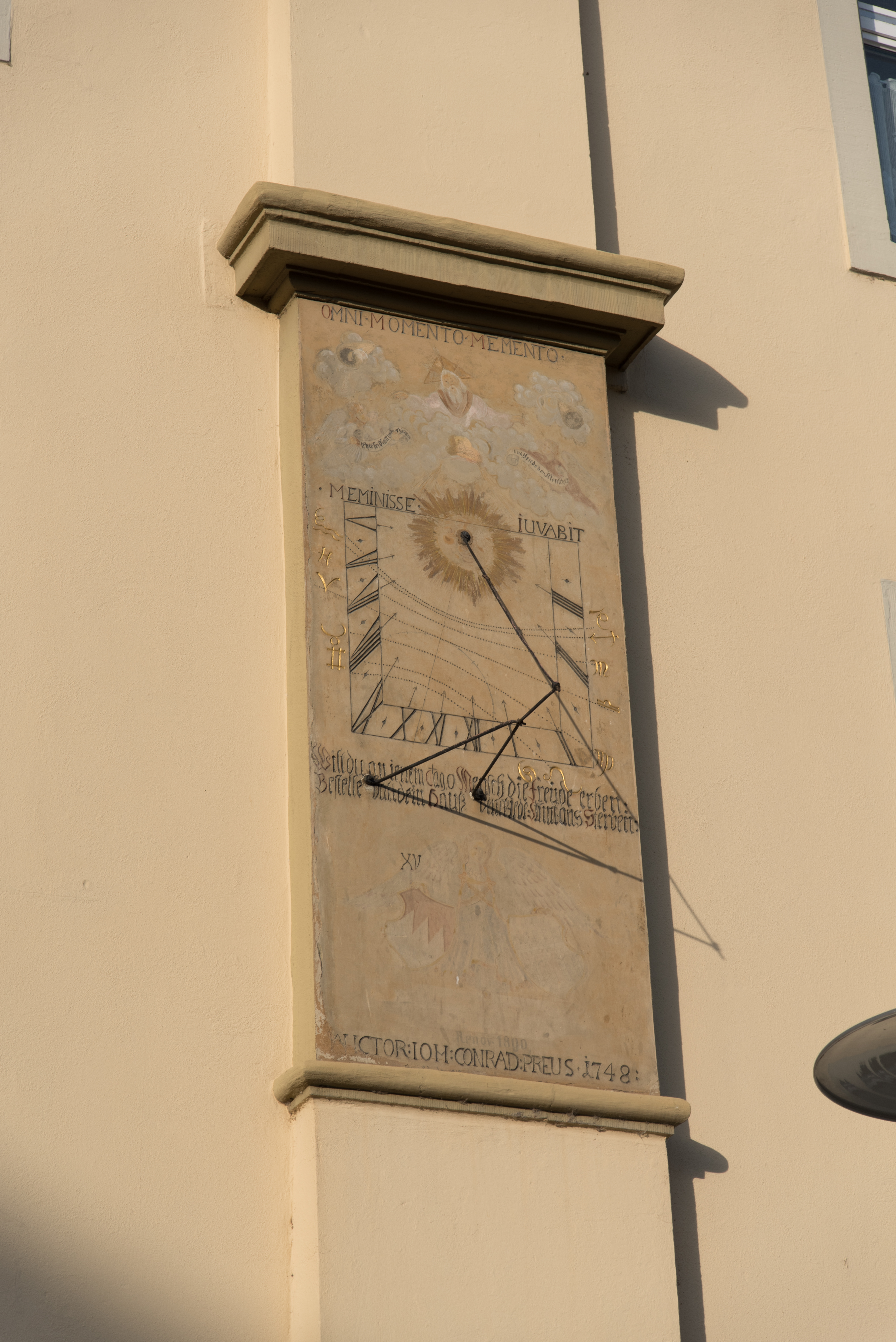
Die Sonnenuhr gilt als einer der Überreste der Kirche am heutigen Standort

Über das ehemalige Erscheinungsbild der Michaelskirche ist nur sehr wenig bekannt. Das Gotteshaus präsentierte sich wohl als Saalbau mit fünf Achsen. Der Chor, vielleicht noch von der Liebfrauenkirche übernommen, wies zwei Joche auf. Der Vorgängerbau war ursprünglich wahrscheinlich mit einem Dachreiter über dem Chor ausgestattet gewesen. Neumann erweiterte das spätmittelalterliche Langhaus um zwei Joche und fügte im Westen einen dreigeschossigen Fassadenturm mit eingeschnürter Kuppelhaube hinzu.
Die Wohnhäuser an der Stelle der Kirche gehen im Kern auf das 18. Jahrhundert zurück. Es handelt sich um zwei dreigeschossige Bauwerke mit Walmdächern. Die Fassadengliederung durch Pilaster ist noch der Wandgestaltung der Kirche entlehnt. Anstelle eines Chores brachte man im 20. Jahrhundert den heutigen Fachwerk-Erker an. Als letzter Überrest des ehemaligen Gotteshauses hat sich heute eine Sonnenuhr aus der Barockzeit am neuen Gebäude erhalten. Über das Aussehen der Michaelskirche unterrichtet ein Gemälde von Joseph Walter, das lange Zeit im Städtischen Museum ausgestellt war und aus der zweiten Hälfte des 19. Jahrhunderts stammt.

## Ausstattung
Die Ausstattung der ehemaligen Michaeliskirche kann nur bruchstückhaft rekonstruiert werden. Im Inneren des Langhauses war wohl eine Empore angebracht, unklar ist, ob eine Orgel hier aufgestellt wurde. Im Pfarrarchiv der evangelischen Gemeinde hat sich außerdem die Skizze eines Posaunenengels für die Turmspitze der Kirche erhalten; er musste im Jahr 1778 repariert werden. Als Handwerker wurden hierfür der Schieferdecker Johann Joseph Zillig und der Schlossermeister Johann Reinhard Franck verpflichtet. Nachgewiesen sind außerdem mehrere Glocken, die im Turm aufgehängt wurden.